# Monte Cristo, Morelos
Monte Cristo är en ort i Mexiko.   Den ligger i kommunen Huitzilac och delstaten Morelos, i den sydöstra delen av landet, 50 km söder om huvudstaden Mexico City. Monte Cristo ligger 2 323 meter över havet och antalet invånare är 132.
Terrängen runt Monte Cristo är varierad, och sluttar söderut. Runt Monte Cristo är det mycket tätbefolkat, med 1 463 invånare per kvadratkilometer. Närmaste större samhälle är Cuernavaca, 9,3 km söder om Monte Cristo. I omgivningarna runt Monte Cristo växer huvudsakligen savannskog.